# Панченко, Павел Михайлович
Павел Михайлович Панченко, Павел Михайлович Панченко-Трюх (13 июня 1907, Одесса, Херсонская губерния — 1994, Москва) — советский поэт и переводчик. Писал стихи на русском и украинском языках.

## Биография
Родился 13 июня 1907 года в Одессе в семье моряка и революционера-подпольщика, делегата II Всероссийского съезда Советов Михаила Яковлевича Трюха (1879—1926). Украинец.
Павел Панченко закончил Петровскую сельскохозяйственную школу в Курисово. Свою трудовую деятельность Павел Панченко начал на Одесском судоремонтном заводе имени Андре Марти, на котором он работал котельщиком. Был пионервожатым. Литературным творчеством занимался с юношеских лет. Первые стихи были опубликованы в первой половине 1920-х годов в одесских журналах «Шквал» и «Прибой». В середине 1920-х годов перебрался в Москву. Литературным наставником Панченко стал поэт Эдуард Багрицкий (тоже одессит). В частности, Багрицкий поручил Панченко работу над переводами П. Тычины и поэтов Дагестана.
В 1931 году в соавторстве с Александром Шпиртом вышла первая книга — «Мобилизованные строки». Впоследствии было издано ещё несколько сборников поэта: «Отцовское солнце» (1935), «Amino companeros!»: Стихи об Испании (1936), «Золотые огни» (1948), «Заветный край» (1950), «Севастопольская вахта» (1958) и другие. Печатался в журналах «Октябрь», «Литературный Азербайджан» и других изданиях.
Также известен как переводчик, в частности, азербайджанской литературы. Высокую оценку получили переводы Панченко поэта-сатирика Сабира. Во второй половине 1930-х годов в составе группы переводчиков (В. Луговского, К. Симонова, П. Антокольского, М. Алигер) участвовал в подготовке «Антологии азербайджанской поэзии».
Призван в июле 1941 года. В годы Великой Отечественной войны — военный журналист, интендант 3-го ранга, место службы газета «Звезда» Политотдела тыла Черноморского флота, корреспондент газеты «Красный черноморец». Переаттестован в капитаны. Демобилизован 13 декабря 1944 года.
К. М. Симонов не раз бывавший в командировках на Черноморском флоте в августе 1941 года писал: "Выкупавшись, пошли в редакцию «Красного черноморца». Там оказалось много знакомого народу. Павел Панченко, Гайдовский, Лева Длигач — толстый, веселый; полосатая тельняшка, заправленная в широченные клеши, болтающийся сзади наган делали из него настоящего боцмана. Здесь же был и Ян Сашин."
В послевоенные годы жил в Баку, где создал множество поэтических произведений об Азербайджане, в частности поэму о Низами «Подарок Мелика». Стихотворение Панченко «Песня о Баку» (1946—1949) стало текстом популярной песни, исполнявшейся Рашидом Бейбутовым.

## Награды
- Медаль «За боевые заслуги» 02.08.1942
- Медаль «За оборону Севастополя» 22.12.1942[1]